# Pachydactylus waterbergensis
Espèce
Pachydactylus waterbergensis est une espèce de geckos de la famille des Gekkonidae.

## Répartition
Cette espèce est endémique de la région d'Otjozondjupa en Namibie.

## Description
Ce gecko est insectivore.

## Étymologie
Son nom d'espèce, composé de waterberg et du suffixe latin -ensis, « qui vit dans, qui habite », lui a été donné en référence au lieu de sa découverte, le plateau du Waterberg.

## Publication originale
- Bauer & Lamb, 2003 : A new species of the Pachydactylus weberi-group (Reptilia: Squamata: Gekkonidae) from the Waterberg Plateau, Namibia. Cimbebasia, vol. 19, p. 1-12.